# Gabon op de Olympische Zomerspelen 2012
Gabon nam deel aan de Olympische Zomerspelen 2012 in Londen, Verenigd Koninkrijk.
De taekwondoka Anthony Obame veroverde met de zilveren medaille in de gewichtsklasse +80 kg de eerste medaille ooit voor Gabon op de Olympische Spelen.

## Medailleoverzicht
| Sport     | Olympiër      | Onderdeel  | Medaille |
| --------- | ------------- | ---------- | -------- |
| Taekwondo | Anthony Obame | +80 kg (m) | Zilver   |

## Deelnemers en resultaten
(m) = mannen, (v) = vrouwen

### Atletiek
| Olympiër            | Onderdeel | Resultaat | Prestatie                                          |
| ------------------- | --------- | --------- | -------------------------------------------------- |
| Wilfried Bingangoye | 100m (m)  | 60e       | serie 2: 3de in 10,89                              |
|                     |           |           |                                                    |
| Ruddy Zang Milama   | 100m (v)  | 19e       | serie 5: 3de in 11,14 halve finale 1: 7de in 11,31 |

### Boksen
| Olympiër          | Onderdeel | Resultaat | Prestatie                               |
| ----------------- | --------- | --------- | --------------------------------------- |
| Braexir Lemboumba | -56kg (m) | 17e       | 1ste ronde: V van DOM Encarnacion: 6-15 |
| Yannick Mbemy     | -69kg (m) | 17e       | 1ste ronde: V van MGL Byamba: 4-17      |

### Judo
| Olympiër      | Onderdeel | Resultaat | Prestatie                                                                    |
| ------------- | --------- | --------- | ---------------------------------------------------------------------------- |
| Audrey Koumba | -78kg (v) | 9e        | 1ste ronde: W van BDI Ntahonvukiye: waza-ari 2de ronde: V van HUN Joo: ippon |

### Taekwondo
| Olympiër      | Onderdeel | Resultaat | Prestatie |
| ------------- | --------- | --------- | --- |
| Anthony Obame | +80kg (m) | Zilver    | 1ste rond: W van SAM Thompsen-Fautaga: 9-2 kwartfinale: W van CUB Despaigne: 1-0 halve finale: W van TUR Tanrikulu: 3-2 finale: V van ITA Molfetta: 9-9 |

### Voetbal
| Olympiër | Onderdeel | Resultaat | Prestatie                                                                  |
| --- | --------- | --------- | -------------------------------------------------------------------------- |
| Pierre-Emerick Aubameyang André Biyogo Poko Cédric Boussoughou Rémy Ebanega Bruno Ecuele Manga Franck Engonga Merlin Koumba Lévy Madinda Axel Meye Anthony Mfa Mezui Emmanuel Ndong Henri Ndong Alexander Ndoumbou Allen Nono Romuald Ntsitsigui Stevy Nzambe Jerry Obiang Didier Ovono | mannen    | 12e       | groep B: 3de G van Zwitserland 1-1 V van Mexico: 0-2 G van Zuid-Korea: 0-0 |

| Groep B |             |             |             |             |             |            |            |            |        |
| #       | Land        | Wedstrijden | Wedstrijden | Wedstrijden | Wedstrijden | Doelpunten | Doelpunten | Doelpunten | Punten |
| #       | Land        | G           | W           | G           | V           | V          | T          | Saldo      | Punten |
| 1       | Mexico      | 3           | 2           | 1           | 0           | 3          | 0          | +3         | 7      |
| 2       | Zuid-Korea  | 3           | 1           | 2           | 0           | 2          | 1          | +1         | 5      |
| 3       | Gabon       | 3           | 0           | 2           | 1           | 1          | 3          | -2         | 2      |
| 4       | Zwitserland | 3           | 0           | 1           | 2           | 2          | 4          | -2         | 1      |

| Ronde      | Datum     | Plaats     | Land | Score       | Land |
| ---------- | --------- | ---------- | ---- | ----------- | ---- |
| Groepsfase |           |            |      |             |      |
| 26 juli    | Newcastle | Gabon      | 1-1  | Zwitserland |      |
| 29 juli    | Coventry  | Mexico     | 2-1  | Gabon       |      |
| 1 augustus | Londen    | Zuid-Korea | 0-0  | Gabon       |      |

Afghanistan · Albanië · Algerije · Amerikaanse Maagdeneilanden · Amerikaans-Samoa · Andorra · Angola · Antigua en Barbuda · Argentinië · Armenië · Aruba · Australië · Azerbeidzjan · Bahama's · Bahrein · Bangladesh · Barbados · België · Belize · Benin · Bermuda · Bhutan · Bolivia · Bosnië en Herzegovina · Botswana · Brazilië · Britse Maagdeneilanden · Brunei · Bulgarije · Burkina Faso · Burundi · Cambodja · Canada · Centraal-Afrikaanse Republiek · Chili · China · Chinees Taipei · Colombia · Comoren · Congo-Brazzaville · Congo-Kinshasa · Cookeilanden · Costa Rica · Cuba · Cyprus · Denemarken · Djibouti · Dominica · Dominicaanse Republiek · Duitsland · Ecuador · Egypte · El Salvador · Equatoriaal-Guinea · Eritrea · Estland · Ethiopië · Fiji · Filipijnen · Finland · Frankrijk · Gabon · Gambia · Georgië · Ghana · Grenada · Griekenland · Groot-Brittannië · Guam · Guatemala · Guinee · Guinee‑Bissau · Guyana · Haïti · Honduras · Hongarije · Hongkong · Ierland · IJsland · India · Indonesië · Irak · Iran · Israël · Italië · Ivoorkust · Jamaica · Japan · Jemen · Jordanië · Kaaimaneilanden · Kaapverdië · Kameroen · Kazachstan · Kenia · Kirgizië · Kiribati · Koeweit · Kroatië · Laos · Lesotho · Letland · Libanon · Liberia · Libië · Liechtenstein · Litouwen · Luxemburg · Macedonië · Madagaskar · Malawi · Maldiven · Maleisië · Mali · Malta · Marshalleilanden · Marokko · Mauritanië · Mauritius · Mexico · Micronesië · Moldavië · Monaco · Mongolië · Montenegro · Mozambique · Myanmar · Namibië · Nauru · Nederland · Nepal · Nicaragua · Nieuw-Zeeland · Niger · Nigeria · Noord-Korea · Noorwegen · Oeganda · Oekraïne · Oezbekistan · Oman · Oostenrijk · Oost-Timor · Pakistan · Palau · Palestina · Panama · Papoea-Nieuw-Guinea · Paraguay · Peru · Polen · Portugal · Puerto Rico · Qatar · Roemenië · Rusland · Rwanda · Saint Kitts en Nevis · Saint Lucia · Saint Vincent en Grenadines · Salomonseilanden · Samoa · San Marino · Sao Tomé en Principe · Saoedi-Arabië · Senegal · Servië · Seychellen · Sierra Leone · Singapore · Slovenië · Slowakije · Soedan · Somalië · Spanje · Sri Lanka · Suriname · Swaziland · Syrië · Tadzjikistan · Tanzania · Thailand · Togo · Tonga · Trinidad en Tobago · Tsjaad · Tsjechië · Tunesië · Turkije · Turkmenistan · Tuvalu · Uruguay · Vanuatu · Venezuela · Verenigde Arabische Emiraten · Verenigde Staten · Vietnam · Wit-Rusland · Zambia · Zimbabwe · Zuid-Afrika · Zuid-Korea · Zweden · Zwitserland · Onafhankelijke atleten